# Mynteblomvecklare
Mynteblomvecklare, Phalonidia manniana, är en fjärilsart som först beskrevs av Josef Emanuel Fischer von Röslerstamm 1839. Mynteblomvecklare ingår i släktet Phalonidia, och familjen vecklare. Enligt den finländska rödlistan är arten sårbar, VU i Finland. Arten har en livskraftig, LC, population i Sverige.

## Bildgalleri

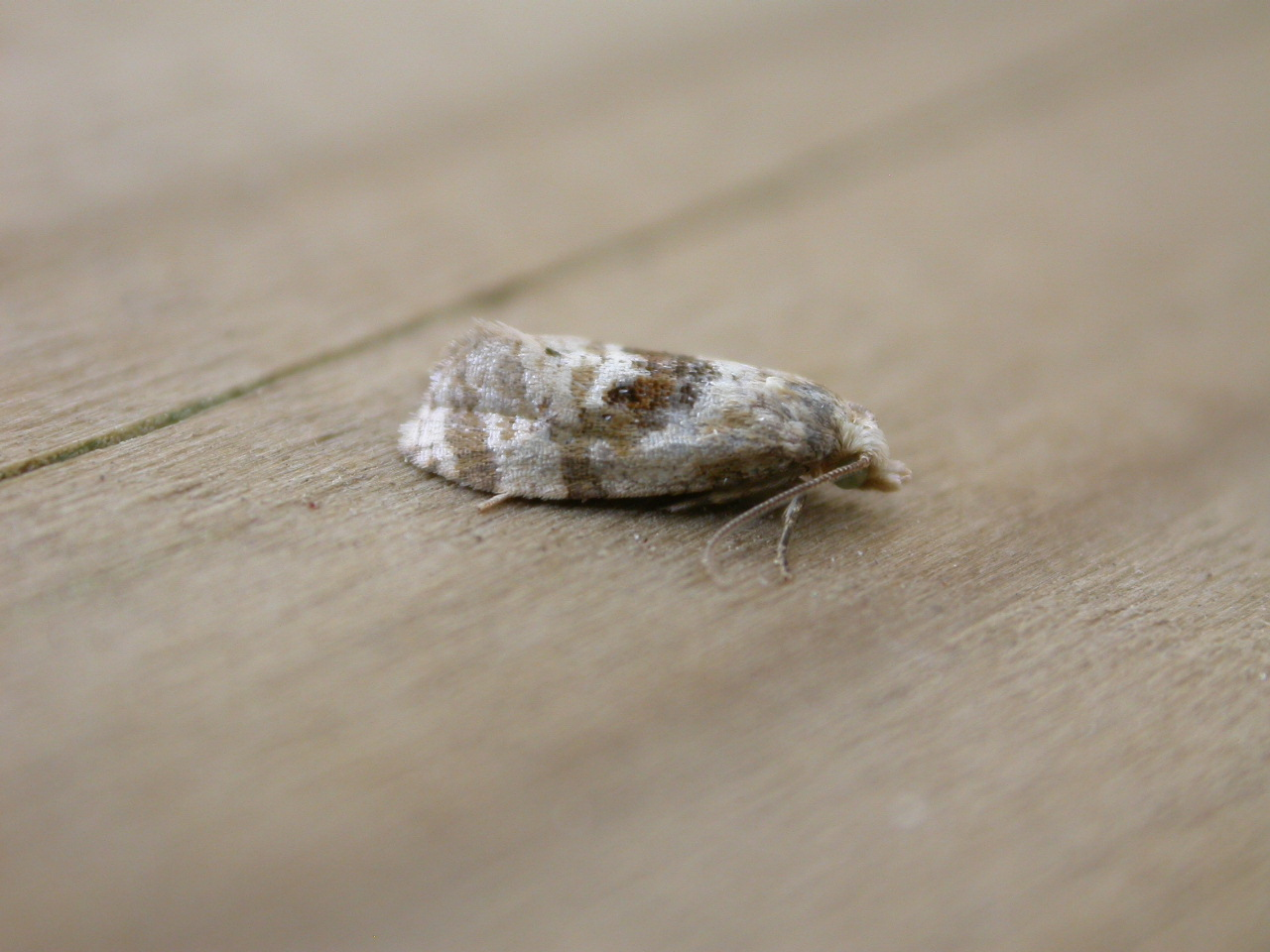
Imago fjäril
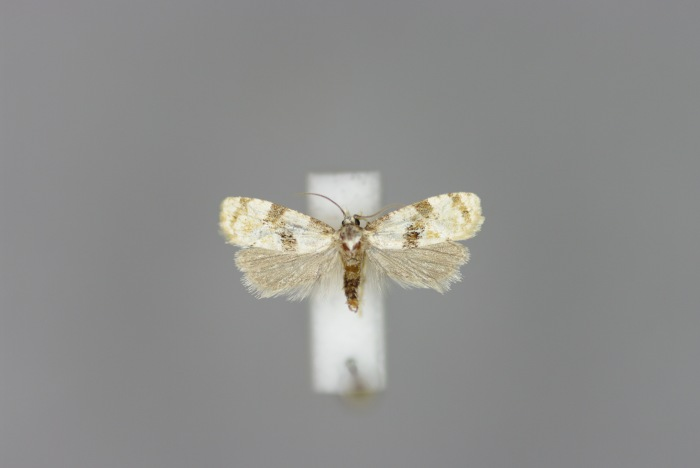
Preparerad (uppnålad) imago fjäril